# Maria Kraińska

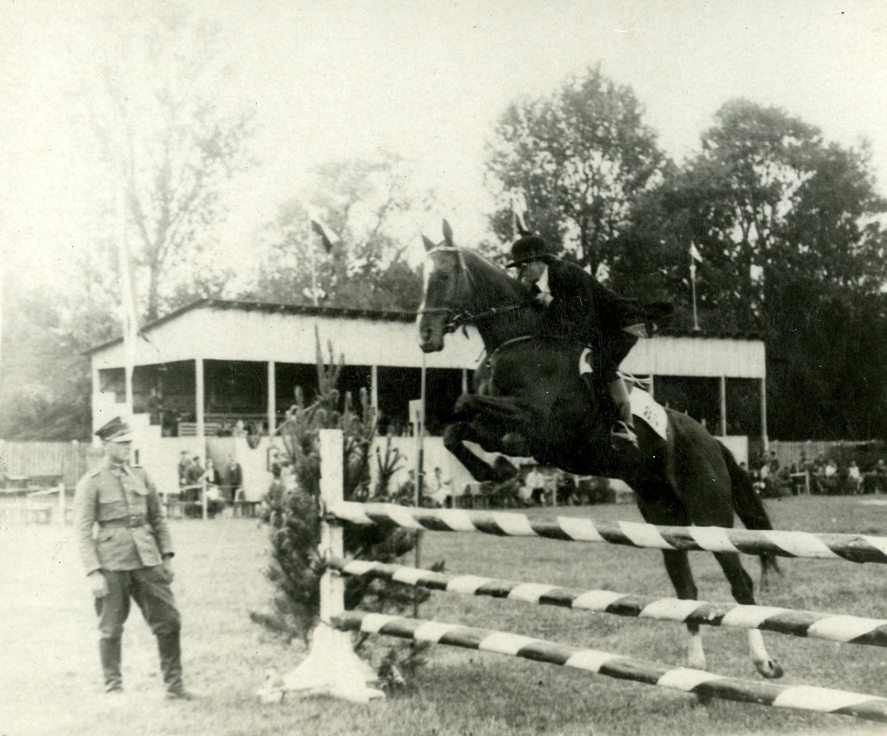
Na przeszkodzie 1938 r.

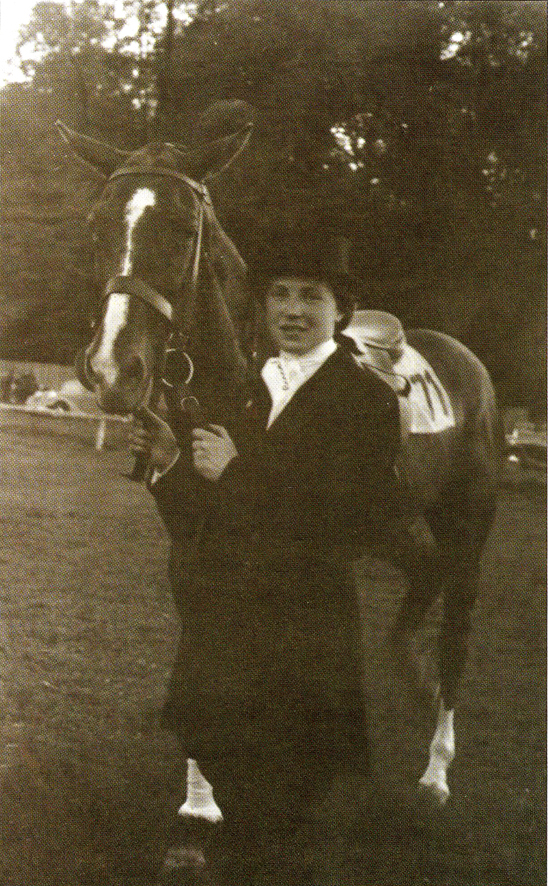
Łazienki 1938 r. z Lady Agnes

Maria Kraińska z Krainki, herbu Jelita, po mężu Foltynowicz (ur. 20 grudnia 1916 w Perespie, zm. 22 grudnia 2002 w Gdańsku) – pielęgniarka, pierwsza amazonka startująca w Polsce w zawodach hippicznych i Wszechstronnych Konkursach Konia Wierzchowego (WKKW).

## Życiorys
Urodziła się w 1916 roku w Perespie niedaleko Sokala, w majątku dziadka Wincentego Kraińskiego (1844-1924). Jej rodzicami byli Roman Kraiński (1883-1944) i Janina Romanowska (1885-1955) h. Boża Wola. Uczyła się początkowo w domu, od 12 roku życia w klasztorze Sacre-Coeur we Lwowie, gdzie spędziła 7 lat. W 1935 roku zdała maturę. Podczas wojny ukończyła Warszawską Szkołę Pielęgniarstwa Fundacji Rockefellera na ul. Koszykowej 78, której dyrektorką była jej ciotka Jadwiga Romanowska (1895-1964). Jako pielęgniarka uczestniczyła w Powstaniu Warszawskim. Po wojnie pracowała jako szefowa instrumentariuszek w II Klinice Chirurgii u prof. Kazimierza Dębickiego w Akademii Medycznej w Gdańsku. W 1950 r. wyszła za mąż za dra Witolda Foltynowicza (1921-1997), jednego z twórców anestezjologii gdańskiej. Zmarła w Gdańsku w 2002 roku. Nie miała dzieci. Pochowana w grobie rodzinnym na Cmentarzu Srebrzysko w Gdańsku (rejon I, groby rodzinne D).

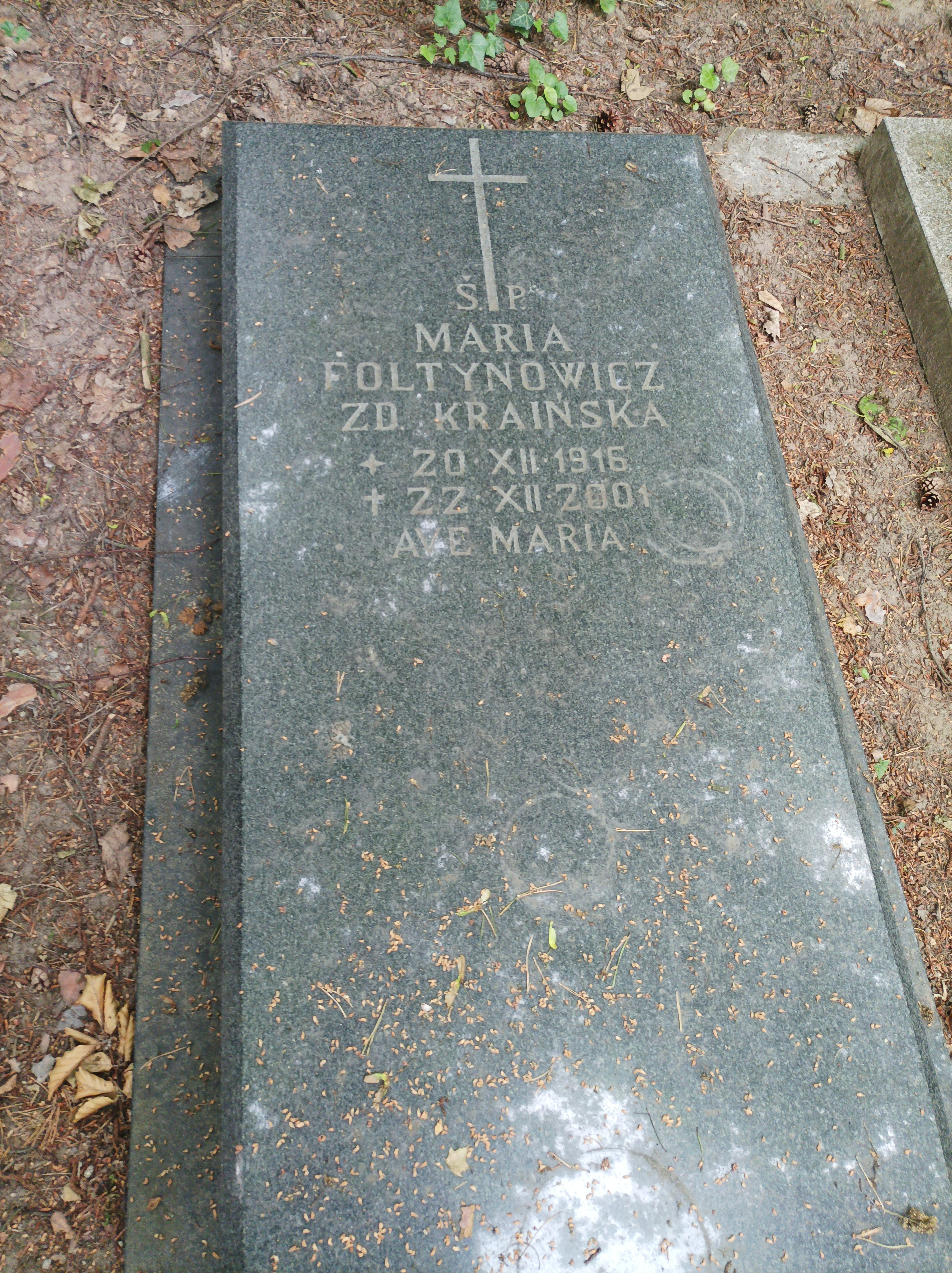
Grób Marii Kraińskiej na Cmentarzu Srebrzysko

## Kariera jeździecka
Była polską amazonką okresu międzywojennego i pierwszą amazonką startującą w Polsce po II wojnie
światowej. Startowała jak równy z równym z mężczyznami, przeważnie oficerami kawalerii i wygrywającą z nimi. Jeździć konno zaczęła w wieku 4 lat w Zabawie, majątku ojca niedaleko Perespy. Próbowała jazdy na osłach, potem kucach, zawsze na oklep. Dzięki takiej zaprawie nauczyła się utrzymywać na koniu bez siodła. Kiedy miała 15 lat ojciec zezwolił jej jeździć w siodle ze strzemionami.
Jazdę konną trenowała m.in. u Wandy i Leona Krzeczunowiczów w majątku Jaryczów pod Lwowem. Jej ukochanym trenerem był major Leon Kon, instruktor grudziądzkiego Centrum Wyszkolenia Kawalerii, współzałożyciel i działacz Polskiego Związku Jeździeckiego. Na hipodromach spotkała się z polską przedwojenną elitą jeździecką, m.in. Adamem Królikiewiczem, Henrykiem „Hubalem” Dobrzańskim, Władysławem Andersem, Karolem Rómmlem i jego żoną Marią Zwierzchowską baronową Rómmel, wybitną „amazonką”, Kazimierzem Szoslandem.
Karierę sportową rozpoczęła w 1934 r. na zawodach w Łucku. W latach 1937–1939 startowała 150 razy zdobywając liczne nagrody, w tym w konkursach międzynarodowych, na hipodromie w Łazienkach. W 1939 roku otrzymała Małą Złotą Odznakę Jeździecką. Była pierwszą amazonką startującą po wojnie. W roku 2000 została odznaczona w Sopocie Honorową Odznaką Jeździecką.
Ojciec kupił jej klacz Lady Agnes za radą Bohdana Zientarskiego, dyrektora stajni wyścigowej księcia Romana Sanguszki w Gumniskach, od Tadeusza Dachowskiego wybitnego jeźdźca konkursowego światowej sławy sprzed I wojny. Prócz tego startowała na Centurii II i wałachu Wojtek.

## Nagrody i wyróżnienia
- 1938 r. – I miejsce w konkursie Rzeki Wisły, klacz Lady Agnes.
- 1938 r. – I miejsce dla koni pełnej krwi, klacz Lady Agnes.
- 1939 r. – I miejsce w konkursie na hipodromie w Łazienkach, klacz Centuria II.
- 1939 r. – I miejsce w konkursie św. Jerzego na hipodromie w Łazienkach, klacz Centuria II.
- 1939 r. – V i VI miejsce w konkursie dla pań o Złotą Bransoletkę, Deutschlandhalle, międzynarodowe zawody w Berlinie, Lady Agnes.
- 1948 r. – Puchar Towarzystwa Zachęty do Hodowli Koni na zawodach w Sopocie.